# サイゴン動植物園

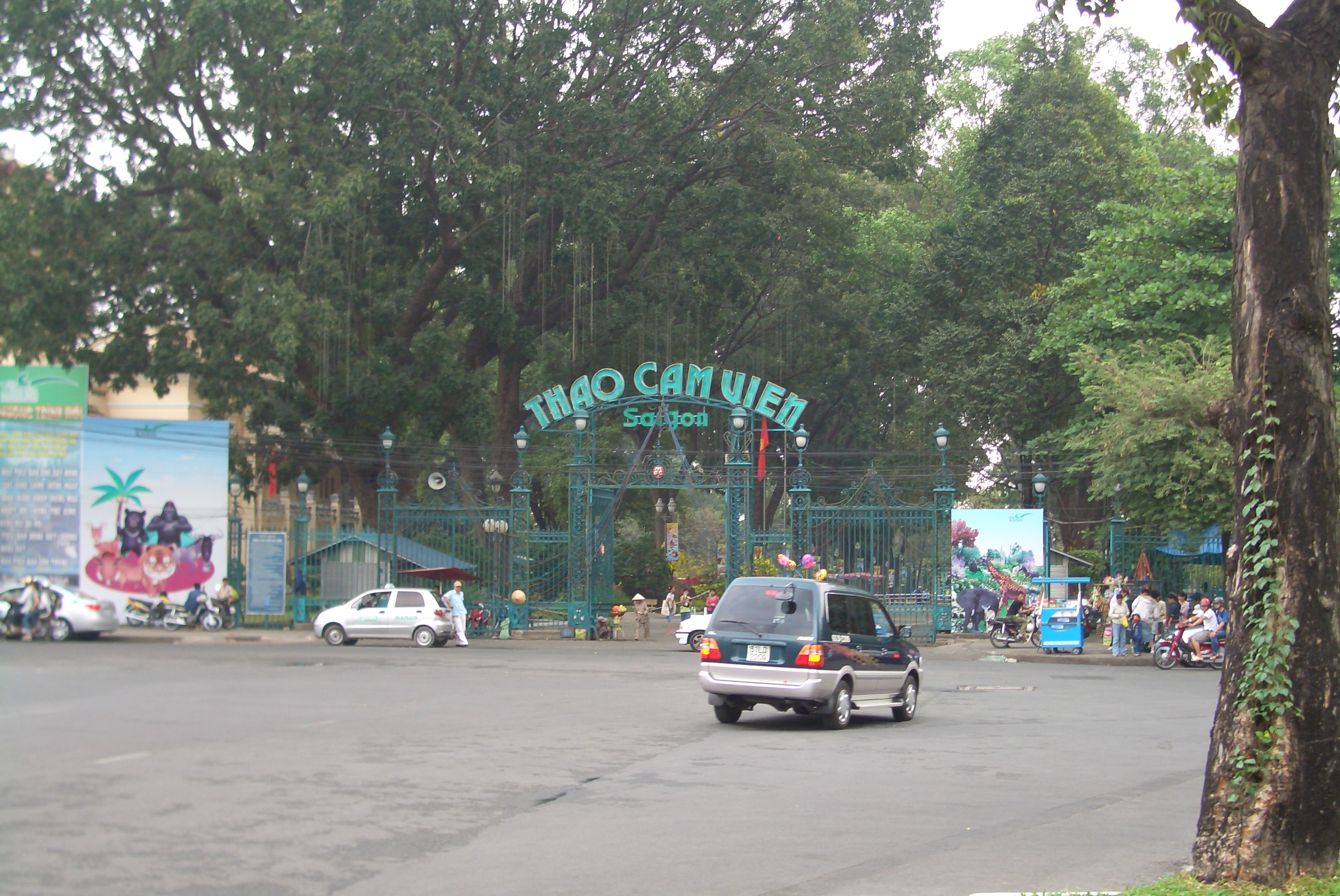
正面入口

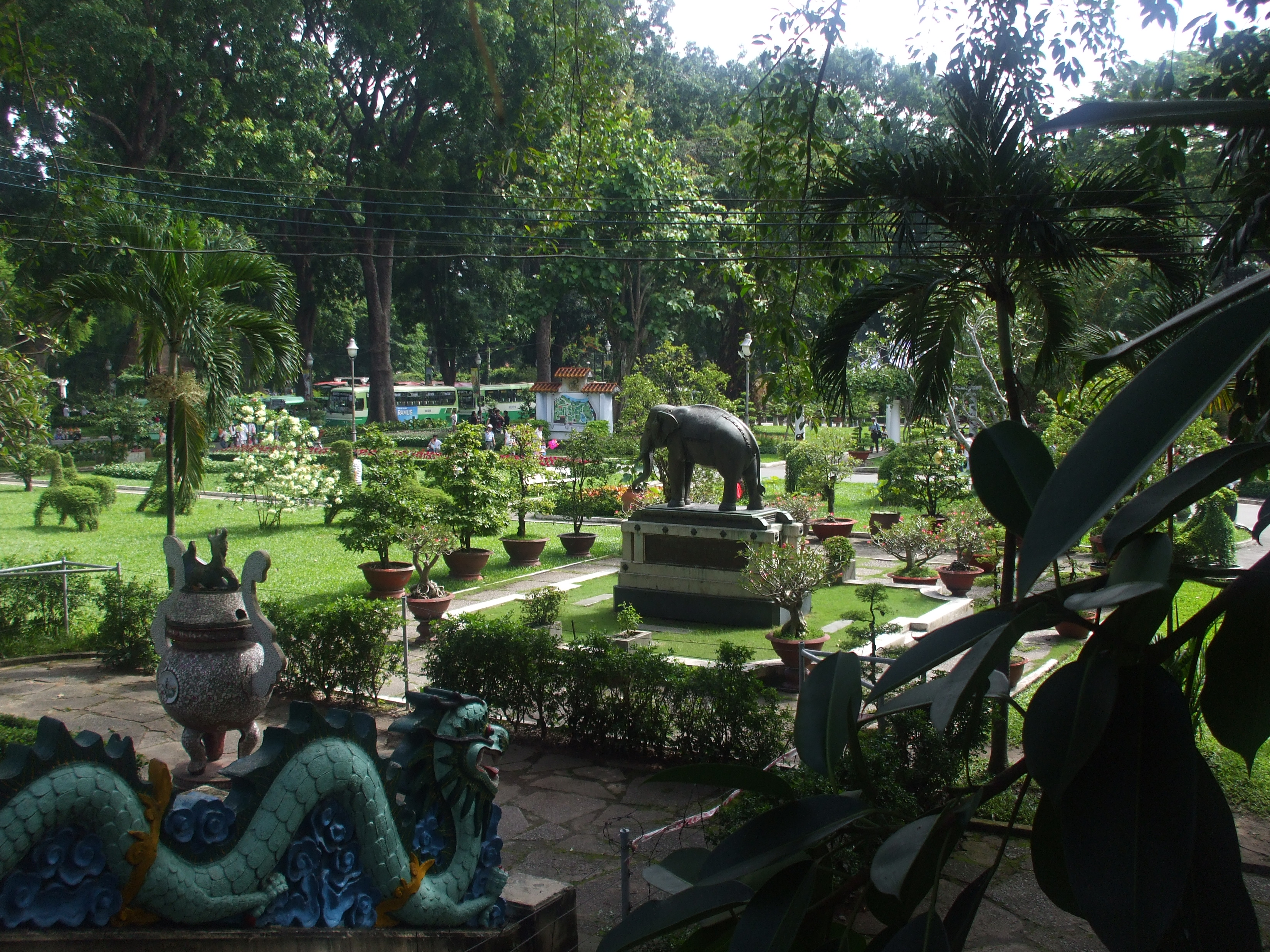
植物園の様子

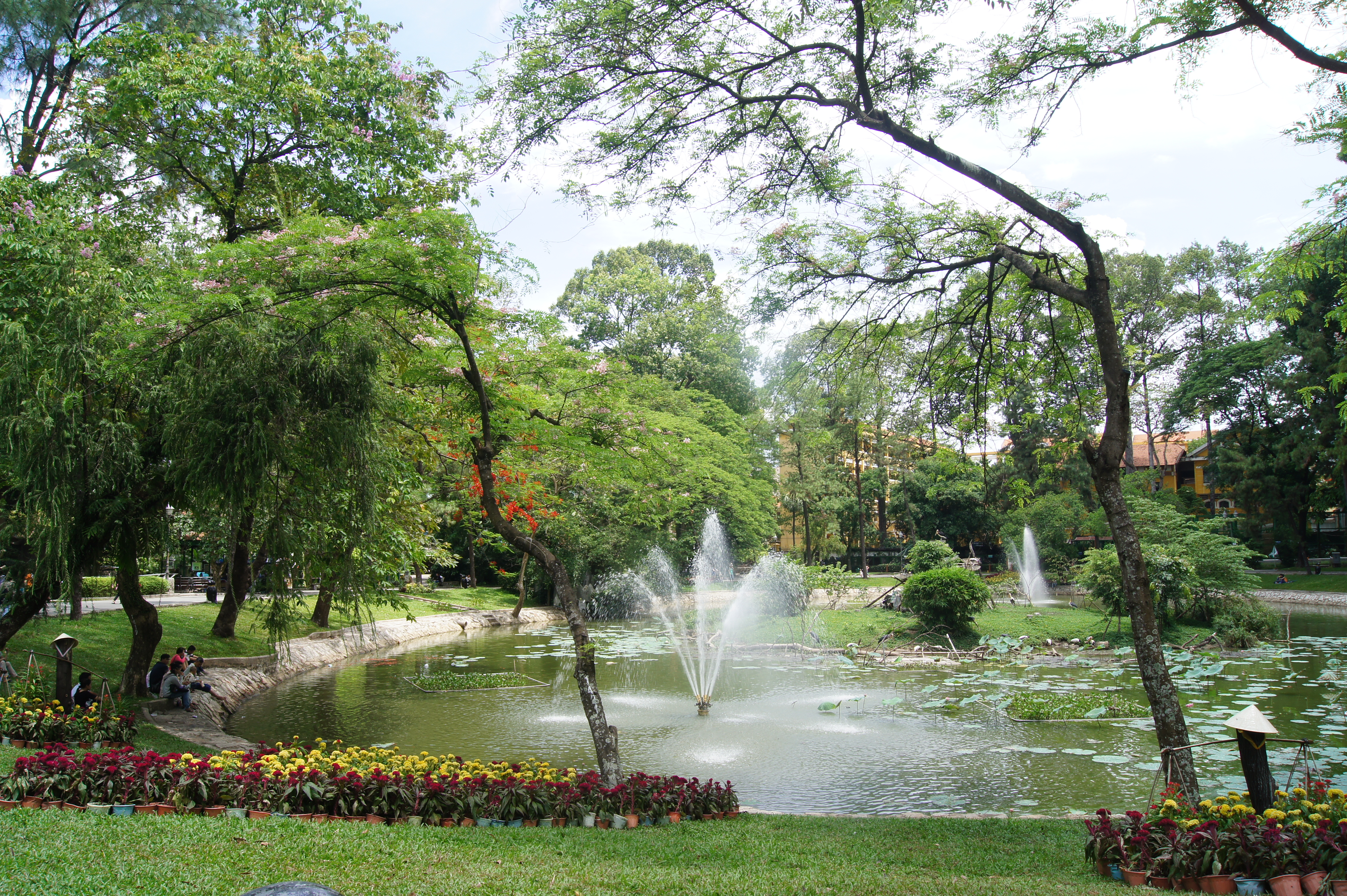
植物園の池

サイゴン動植物園（さいごんどうしょくぶつえん、ベトナム語：Thảo Cầm Viên Sài Gòn / 草禽園柴棍）は、ベトナムホーチミン市にある動物園と植物園。同じ園内に歴史博物館、フンブーン廟とともにある。

## 施設
世界で最も古い動物園のひとつとして広く内外に知られており、現在約140年の歴史を持つ。夜間も開園し市民の憩いの場となっている。現在の形になるまでにはさまざまな変遷を経ており、特に植物園はかつてはアジア有数の素晴らしさと評されたが、ベトナム戦争中に破壊され、現在に至るまで修復が継続する。動物園には珍しいコビトカバをはじめゾウ、トラなどの哺乳類のほか爬虫類、鳥類などが、植物園には希少なラン、熱帯植物などが中心に集められている。ゾウは園内で売られるサトウキビを観客からもらい食べる姿が鑑賞できる。
1927年11月27日、隣接する敷地にフランス政府はブランシャール・デ・ラ・ブロス（Blanchard de la Bross）と呼ばれる博物館を建設した。同年には、日本政府により900本以上の珍しい植物が寄贈されている。1956年、サイゴン政府はランシャール・デ・ラ・ブロスを改築し、サイゴン国立博物館（歴史博物館）と名称を変え現在に至っている。

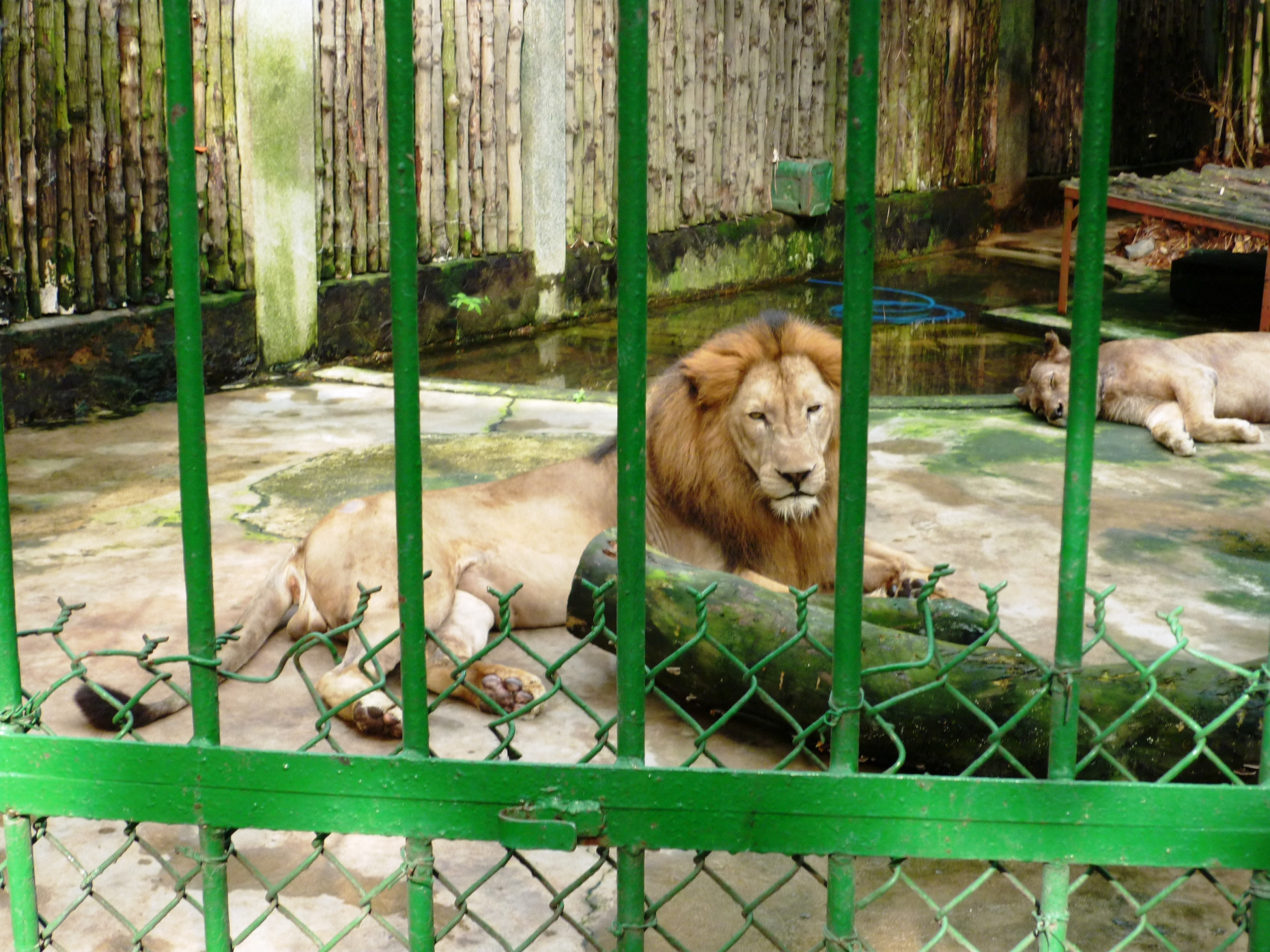
ライオンの展示
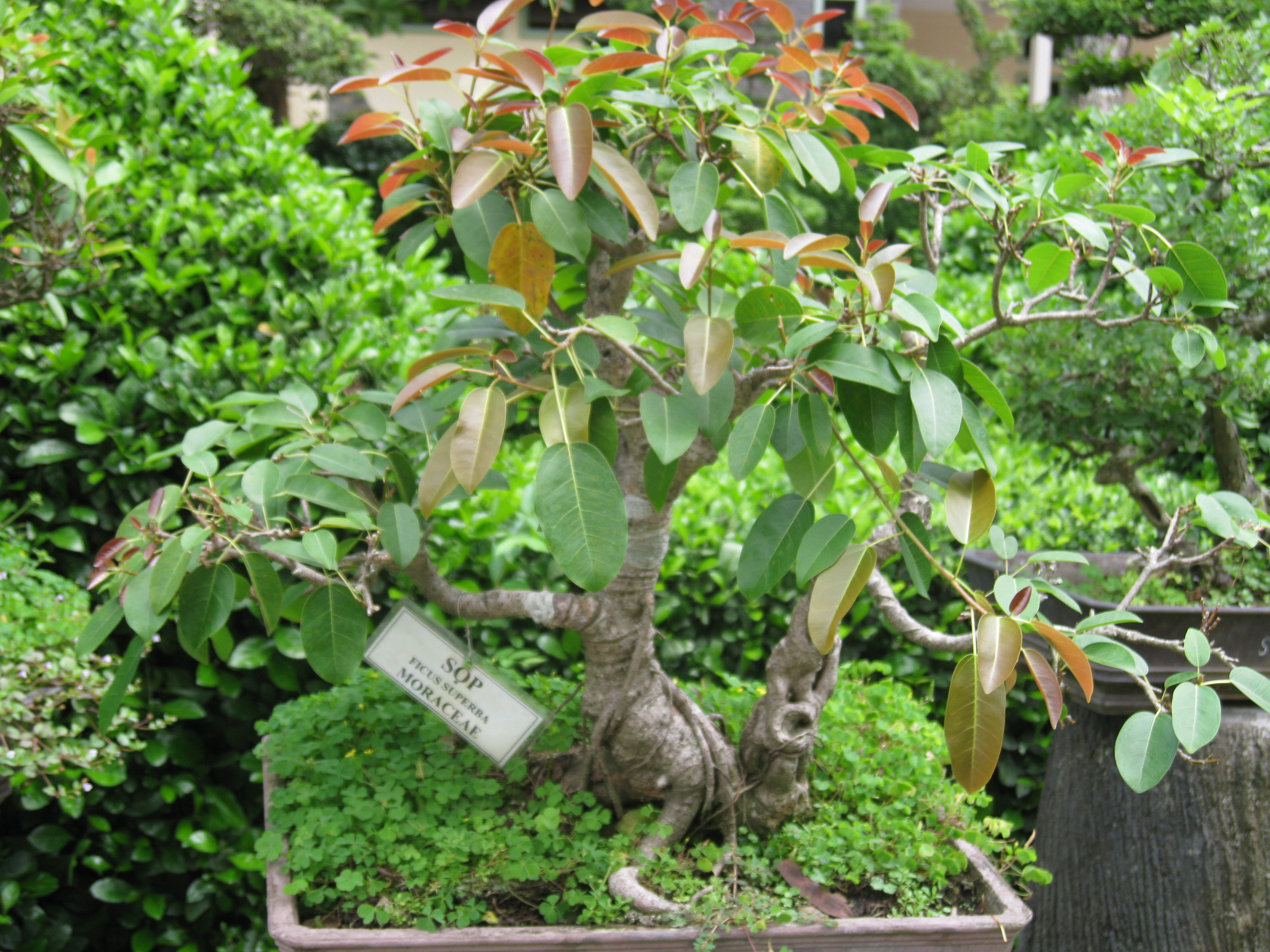
アコウの盆栽
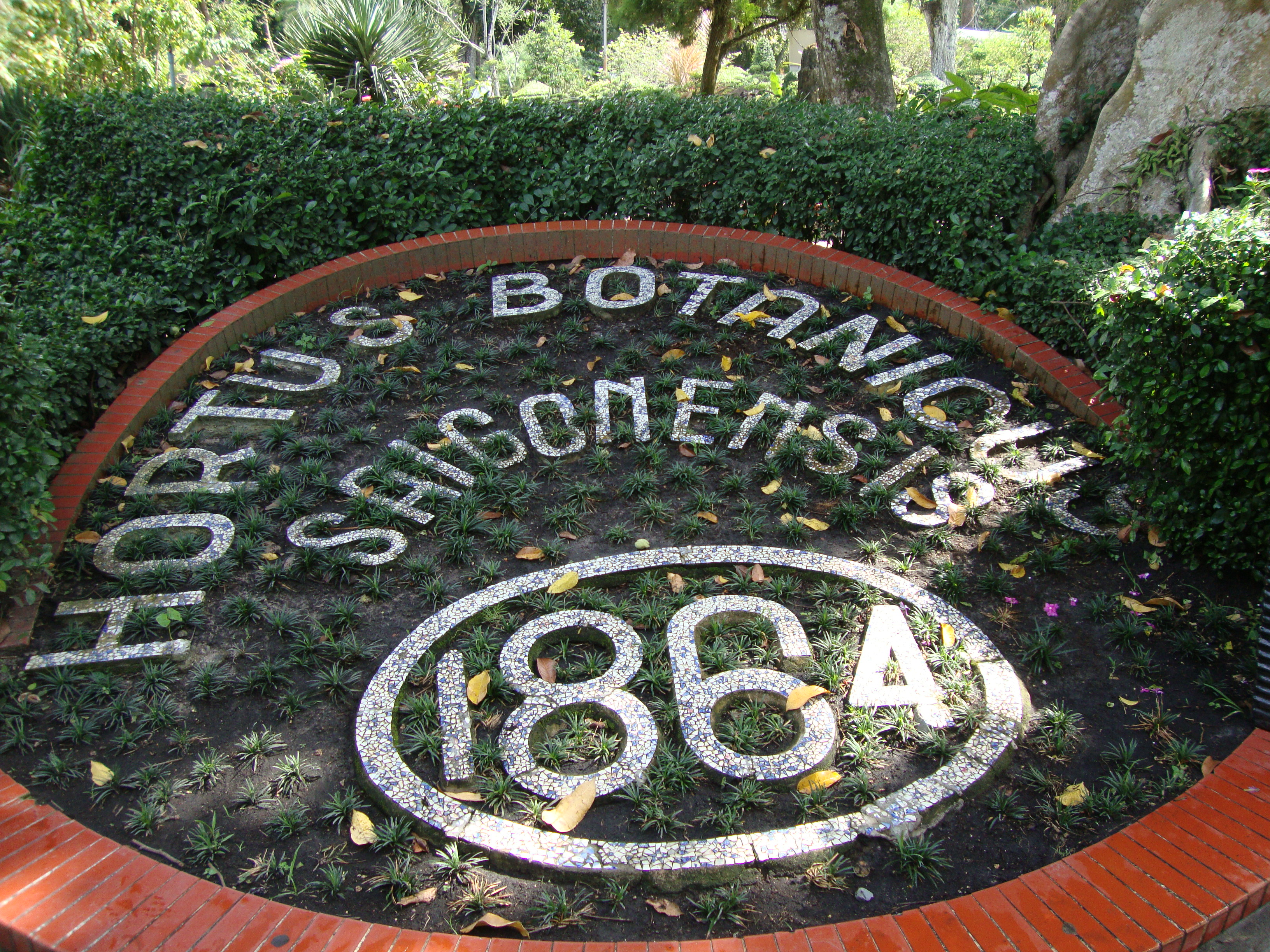
1864年設立
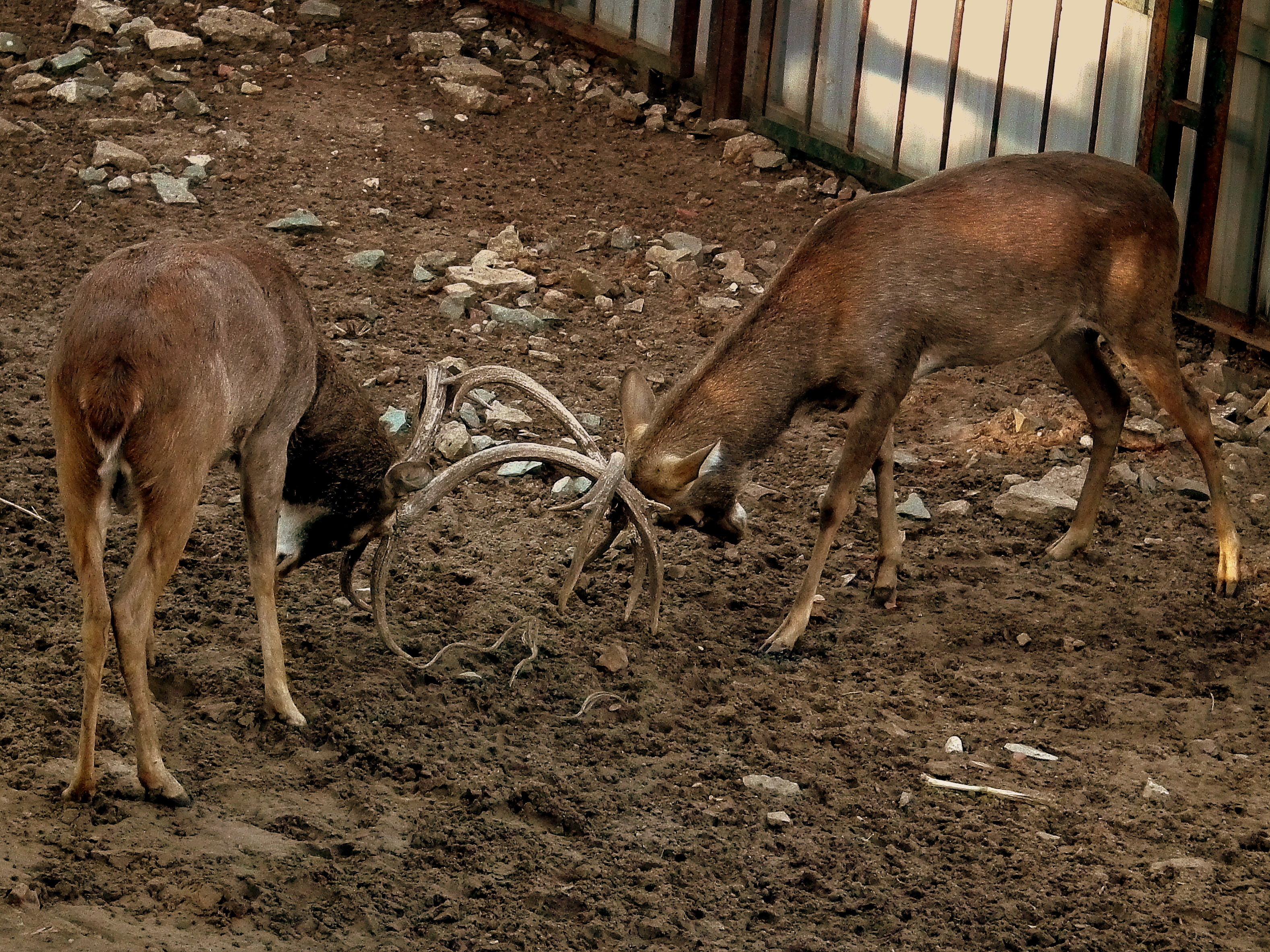
サンバーの展示

## 入場
- 7：00-20：00（土・日曜は22：30まで開園）
- 休日なし。
- 入園料：50000ドン（子供の入場は6000ドン）

## 参考サイト
- サイゴン動植物園 ユートラベルノート
- 越南楽珍生活